# Seydou Badjan Kanté
Pour les articles homonymes, voir Kanté.
Seydou Kanté, dit Badjan, né le 7 août 1981, est un footballeur ivoirien. 
Il a joué de 2003 à 2007 au club de KSK Beveren en Belgique, qu'il a quitté pour le FC Istres où il a joué pour la saison 2007-2008. En 2008 il fut sélectionné pour la Coupe d'Afrique des Nations dans l'équipe de Côte d'Ivoire, qui parvint en demi-finale où elle obtint la 4e place. 
Après une blessure à la cheville dont il a mis longtemps à guérir, il a abandonné la compétition.

## Clubs
- 2000-2003 : ASEC Mimosas  Côte d'Ivoire
- 2003-2007 : KSK Beveren  Belgique
- 2007-2008 : FC Istres  France